# Izumi Todo
Izumi Todo (東堂いづみ ō Tōdō Izumi ), a quien se le atribuye la creación de series como Ojamajo Doremi y Pretty Cure, es un seudónimo colectivo utilizado por los productores de televisión de Toei Animation cuando contribuyen a sus diversas series de anime. Los seudónimos utilizados de manera similar incluyen a Hajime Yatate de Sunrise y Saburo Yatsude para las producciones de televisión de anime y tokusatsu de Toei Company . El uso del seudónimo comenzó con Ojamajo Doremi .
El nombre proviene de " Tō ei Dō ga (el nombre anterior de Toei Animation), Ō izumi Studio" (escrito en japonés como 東 映 動画 ス タ タ ジ オ).

## Series acreditadas

### Televisión
- Ojamajo Doremi (1999–2003, 2019–2020)
  - Ojamajo Doremi (1999–2000)[6]
  - Ojamajo Doremi Sharp (2000–2001)[7]
  - Mōtto! Ojamajo Doremi (2001–2002)[8]
  - Ojamajo Doremi Dokkān! (2002–2003)[9]
  - Ojamajo Doremi: Owarai Gekijō (2019–2020)[10]
- Shinzo (2000)[11]
- Pipo Papo Patrol-kun (2000–2001)[12]
- Ashita no Nadja (2003–2004)[13]
- Pretty Cure (2004–presente)
  - Futari wa Pretty Cure (2004–2005)[14]
  - Futari wa Pretty Cure Max Heart (2005–2006)[15]
  - Futari wa Pretty Cure Splash★Star (2006–2007)[16]
  - Yes! Pretty Cure 5 (2007–2008)[17]
  - Yes! PreCure 5 GoGo! (2008–2009)[18]
  - Fresh Pretty Cure! (2009–2010)[19]
  - HeartCatch PreCure! (2010–2011)[20]
  - Suite PreCure (2011–2012)[21]
  - Smile PreCure! (2012–2013)[22]
  - DokiDoki! PreCure (2013–2014)[23]
  - HappinessCharge PreCure! (2014–2015)[24]
  - Go! Princess PreCure (2015–2016)[25]
  - Witchy PreCure! (2016–2017)[26]
  - Kirakira Pretty Cure a la Mode (2017–2018)[27]
  - Hug! Pretty Cure (2018–2019)[28]
  - Star Twinkle PreCure (2019–2020)[29]
  - Healin' Good Pretty Cure (2020–2021)[30]
  - Tropical-Rouge! Pretty Cure (2021–2022)[31]
  - Delicious Party Pretty Cure (2022–2023)[32]
  - Soaring Sky! Pretty Cure (2023–2024)[33]
  - Power of Hope: PreCure Full Bloom (2023)[34]
  - Wonderful PreCure! (2024–2025)[35]
  - You and Idol PreCure! (2025-2026)
- Gin'iro no Olynssis (2006)[36]
- Hatara Kizzu Maihamu Gumi (2007–2008)[37]
- Marie & Gali (2009–2010)
- Marie & Gali ver. 2.0 (2010–2011)[38]
- Kyousougiga (2011–2013): guionista principal[39]
  - ONA (2011–2012)
  - Serie de TV (2013)[40]
- Marvel Disk Wars: Los Vengadores (2015): guion

### Películas
- Ojamajo Doremi (2000-2001, 2020)
  - Ojamajo Doremi Sharp: Pop and the Queen's Cursed Rose (2000)
  - Mōtto! Ojamajo Doremi: The Secret of the Frog Stone (2001)[41]
  - Looking for Magical Doremi (2020)[42]
- Pretty Cure (2005–presente)
  - Futari wa Pretty Cure Max Heart: La película (2005)[43]
  - Futari wa Pretty Cure Max Heart La película 2: Friends of the Snow-Laden Sky (2005)[44]
  - Futari wa Pretty Cure Splash Star: Tick-Tock Crisis Hanging by a Thin Thread! (2006)[45]
  - Yes! PreCure 5 La película: Great Miraculous Adventure in the Mirror Kingdom! (2007)[46]
  - Yes! Pretty Cure 5 Go Go! La Película: ¡Feliz Cumpleaños Nozomi! (2008)[47]
  - Fresh Pretty Cure! La película: The Toy Kingdom has Lots of Secrets!? (2009)[48]
  - HeartCatch PreCure! La película: Fashion Show in the Flower Capital...Really?! (2010)[49]
  - Suite PreCure La película: Take It Back! The Miraculous Melody That Connects Hearts (2011)[50]
  - Smile PreCure! La película: Big Mismatch in a Picture Book! (2012)[51]
  - DokiDoki! PreCure La película: Mana's Getting Married!!? The Dress of Hope That Connects to the Future (2013)[52]
  - HappinessCharge PreCure! La película: The Ballerina of the Land of Dolls (2014)[53]
  - Go! Princess Pretty Cure La película: Go! Go!! Gorgeous Triple Feature!!! (2015)[54]
  - Witchy Pretty Cure! La película: Wonderous! Cure Mofurun! (2016)[55]
  - Kirakira Pretty Cure a la Mode La película: Crisply! The Memory of Mille-feuille! (2017)[56]
  - Star Twinkle Pretty Cure La película: These Feeling within The Song of Stars (2019)[57]
  - Healin' Good Pretty Cure La película: GoGo! Big Transformation! The Town of Dreams (2021)[58]
  - Tropical-Rouge! Pretty Cure La película: Petit Dive! Collaboration Dance Party! (2021)[59]
  - Tropical-Rouge! Pretty Cure La película: The Snow Princess and the Miraculous Ring! (2021)[60]
  - Delicious Party Pretty Cure La película: Dreaming♡Children's Lunch! (2022)[61]

- Pretty Cure All Stars (2009–2020, 2023)
  - Pretty Cure All Stars DX: Everyone's Friends - the Collection of Miracles! (2009)[62]
  - Pretty Cure All Stars DX2: Light of Hope - Protect the Rainbow Jewel! (2010)[63]
  - Pretty Cure All Stars DX3: Deliver the Future! The Rainbow-Colored Flower That Connects the World (2011)[64]
  - Pretty Cure All Stars New Stage: Friends of the Future (2012)[65]
  - Pretty Cure All Stars New Stage 2: Friends of the Heart (2013)[66]
  - Pretty Cure All Stars New Stage 3: Eternal Friends (2014)[67]
  - Pretty Cure All Stars: Spring Carnival♪ (2015)[68]
  - Pretty Cure All Stars: Singing with Everyone♪ Miraculous Magic! (2016)[69]
  - Pretty Cure Dream Stars! (2017)[70]
  - Pretty Cure Super Stars! (2018)[71]
  - Hug! Pretty Cure Futari wa Pretty Cure: All Stars Memories (2018)[72]
  - Pretty Cure Miracle Universe (2019)[73]
  - Pretty Cure Miracle Leap: A Wonderful Day with Everyone (2020)[74]
  - Pretty Cure All Stars F (2023)[75]
- Pop in Q (2016)[76]

### OVA
- Ojamajo Doremi Na-i-sho (2004)[77]

### Manga
- Shinzo (2000)
- Ojamajo Doremi (2000-2001): escritor
  - Ojamajo Doremi (2000)
  - Mōtto! Ojamajo Doremi (2001)
- Ashita no Nadja (2003): escritor
- Pretty Cure (2004–presente): escritor
  - Futari wa Pretty Cure (2004–2005)
  - Futari wa Pretty Cure Max Heart (2005–2006)
  - Futari wa Pretty Cure Max Heart La película (2005)
  - Futari wa Pretty Cure Max Heart La película: Friends of the Snow-Laden Sky (2005)
  - Futari wa Pretty Cure Splash Star (2006–2007)
  - Futari wa Pretty Cure Splash Star: Tick-Tock Crisis Hanging by a Thin Thread! (2006)
  - Yes! PreCure 5 (2007–2008)
  - Yes! PreCure 5 GoGo! (2008–2009)
  - Fresh Pretty Cure! (2009–2010)
  - HeartCatch PreCure! (2010–2011)
  - Suite PreCure (2011–2012)
  - Smile PreCure! (2012–2013)
  - Dokidoki! PreCure (2013–2014)
  - HappinessCharge PreCure! (2014–2015)
  - Go! Princess PreCure (2015–2016)
  - Witchy PreCure! (2016–2017)
  - Kirakira Pretty Cure a la Mode (2017–2018)
  - Hug! Pretty Cure (2018)
  - Star Twinkle PreCure (2019)
  - Healin' Good Pretty Cure (2020–2021)
  - Tropical-Rouge! Pretty Cure (2021–2022)
  - Delicious Party Pretty Cure (2022–2023) [78]
  - Soaring Sky! Pretty Cure (2023–presente)
- Kyousougiga (2011–2014): escritor
- Sutapura! NG - Star Plus One + Next Generation (2013–2014)[79]
- Majin Bone (2014)[80]
- Pop in Q Reverse (2016): escritor[81]